# Syzeuctus vigil
Syzeuctus vigil är en stekelart som först beskrevs av Tosquinet 1900.  Syzeuctus vigil ingår i släktet Syzeuctus och familjen brokparasitsteklar. Inga underarter finns listade i Catalogue of Life.